# Sorpresa (canal de televisión)
¡Sorpresa!, es un canal de televisión infantil estadounidense en español, divertido y educativo, donde los niños latinos podrán aprender de sí mismos y del mundo que los rodea, mientras descubren una conexión con sus raíces latinas.
El canal está actualmente disponible para los Estados Unidos y Puerto Rico en Charter Spectrum, Claro Puerto Rico, Cox Communications, Frontier Communications, Liberty Puerto Rico, Suddenlink, Time Warner Cable, Verizon FiOS y sistemas miembros de la Cooperativa Nacional de TV por Cable. ¡Sorpresa! La televisión también está disponible a través de plataformas móviles de banda ancha y televisión de terceros, como VEMOX, Brightcove y MobiTV. El canal estaba disponible en Akimbo. Sus principales competencias son: Vme Kids, Discovery Familia y CBeebies.

## Historia
En agosto de 2009, Olympusat Inc. compra el canal ¡Sorpresa! de su anterior propietario, Firestone/Juniper Content Corp.

## Programación

### Actual
- Alex
- Altair en Starland
- ¡Bucea, Olly, bucea!
- Los gloops
- El Cósmico Quantum Ray
- Kemy
- Lucky Fred
- Mouk (2017 – presente)
- Narigota (2015 – presente)
- Pelozanahoria (2015 – presente)
- Petitpas Prudencia
- Raggs
- LazyTown
- Telmo y Tula (2009 – presente)
- ToddWorld (2003 – presente)
- Van dogh
- Yu-Gi-Oh! 5D's (2 de abril de 2018 - presente)

### Anterior
- Adrenalina 360
- Alienadores: la evolución continúa
- Boom y Red
- El mundo ocupado de Richard Scarry
- Camino de los Juglares
- Carl2
- Chaotic
- Claro clarita
- Cosas de Chicos y Chicas
- ¡Dance! La Fuerza del Corazón
- Deporte y amor
- Dino Rey
- Dino Squad
- Doble juego
- Don polilla
- Dos y dos
- Erky Perky
- Fanatikada
- Flores con patricia
- Gadget Boy
- Glumpers
- Hero 108 (2015-2016)
- Karkú
- Lola & Virginia (2006-2010)
- Magi-Nación (2014-2015)
- Mary-Kate y Ashley en acción!
- Megaman NT Warrior
- Noonbory y los super siete
- Pequeños Fugitivos
- RollBots
- Rush (2008-2009)
- Slayers (2005-2008)
- La Sombrilla Amarilla
- Sonic Underground (2006-2011)
- Sopa de Palabras
- S.O.S. Academia
- Telmo y Tula: Manualidades
- Pequeños planetas (2007–2011)
- Los wumblers
- Zumbers
- La vuelta al mundo de Willy Fog